# Mala Ghedia

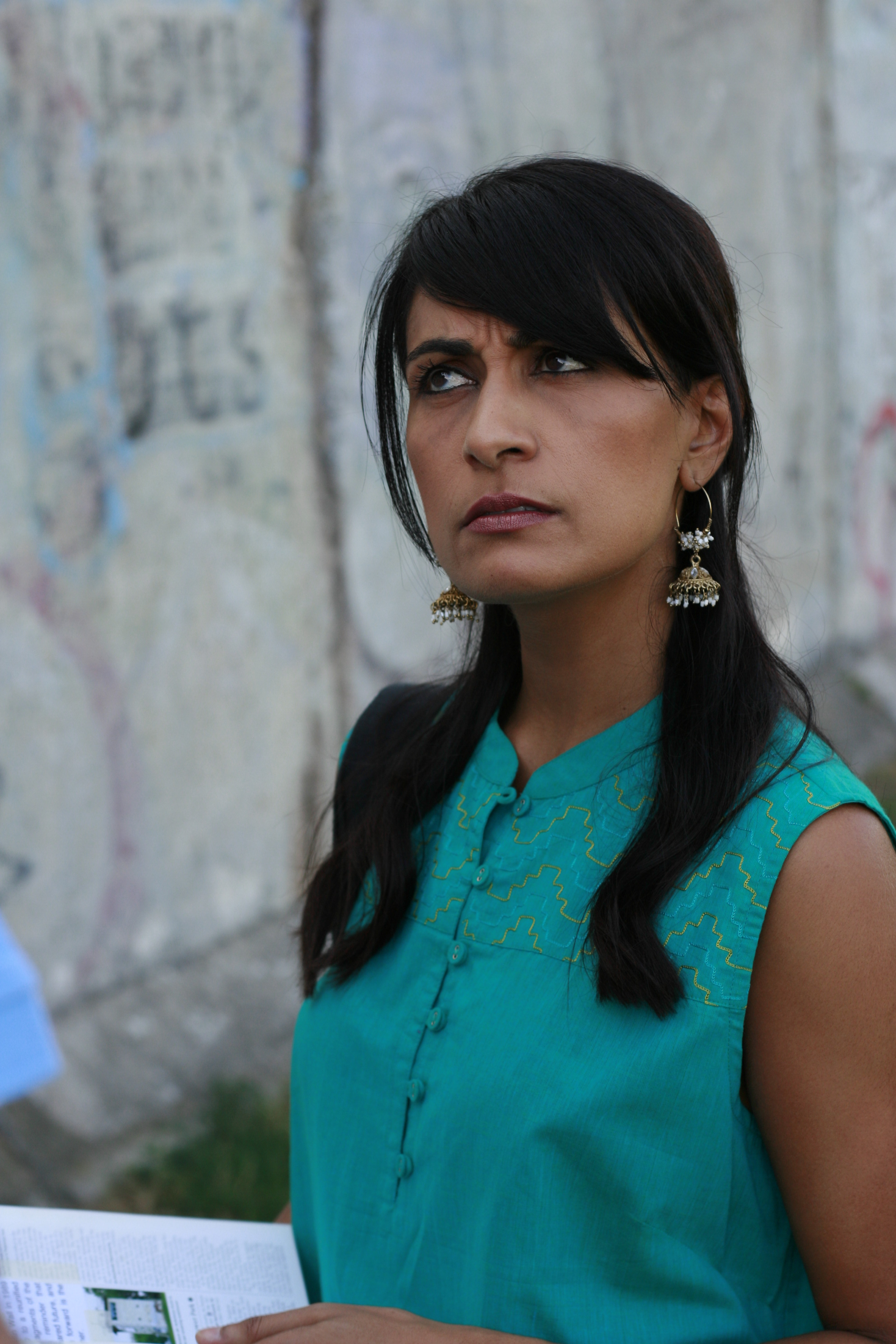
Mala Ghedia (2016)

Mala Ghedia, eigentlich Mumta Premji Ghedia (* 18. Januar 1976 in Leeton, New South Wales) ist eine australische Schauspielerin und Synchronsprecherin mit indischen Wurzeln.

## Karriere
Im Alter von 16 Jahren nahm Ghedia an einem Open-Casting für die australische Soap-Opera Home and Away teil und qualifizierte sich unter 2000 Teilnehmern für die Rolle der Monique. Anschließend studierte sie an der Universität Sydney und schloss dort mit einem Bachelor in Kommunikation ab. Danach siedelte sie nach England über und wurde an der Webber Douglas Academy of Dramatic Art in London ausgebildet.
Neben ihrer Muttersprache Englisch spricht sie Deutsch, Gujarati, Hindi (Grundkenntnisse), als Dialekte bzw. Akzente spricht sie außerdem Australisch (angeboren), Amerikanisch, Britisch und Indisch.
In der US-amerikanischen Sitcom The Big Bang Theory ist sie die deutsche Synchronstimme von Rajs Schwester Priya.
An Berliner Schulen gibt sie Unterricht in Drama und Bollywood-Tanz und lehrt, auf Englisch, Kinderschauspiel an ihrer eigenen Schule Malas Playhouse.
2010 spielte sie, an der Seite von Wim Wenders, die weibliche Hauptrolle der Naina in „Snowblind“, der ersten deutschen kompletten Greenscreen-Filmproduktion.

## Privates
Ghedia ist das vierte von sechs Kindern indischer Eltern. Ihr Vater ist Landarzt, ihre Mutter arbeitete zunächst als Sprechstundenhilfe, später als Erzieherin. Die Rolle als Ärztin in der Serie Jindabyne – Irgendwo in Australien, basiert lose auf der Biografie ihres Vaters. Seit Juli 2007 lebt sie in Berlin.

## Arbeiten

### Film und Fernsehen
- 1992: Home and Away (Fernsehserie, eine Folge)
- 2003–2004: Holby City (Fernsehserie, 2 Folgen)
- 2006: Jindabyne – Irgendwo in Australien
- 2007: Lovers Dusk (Kurzfilm)
- 2009: Ines Müller: Worst Actress in the World (Kurzfilm)
- 2010: Snowblind
- 2017: Kein Herz für Inder (Fernsehfilm)

### Theater
- David Copperfield (2000, Chanticleer Theater, UK)
- A Lie Of The Mind (2000, Drayton Theater, GB)
- Andromache (2000, Living Pictures Prod., GB)
- Fourteen Songs (Bollywood musical) (2001, Tamasha Theater Co., GB)
- Hijra (2002, West Yorkshire Playhouse, GB)
- Midnight's Children (2003, Royal Shakespeare Company, GB); Autor: Salman Rushdie[7]
- Snow White (2007, Galli Theater, Deutschland)
- Little Red Riding Hood (2007, Galli Theater, Deutschland)
- The Harvest Chamber (2008, English Theater, Berlin)
- Frog Me (2008, Galli Theater, Deutschland,) auch Regie[8]
- Dream Beach (2009, Platypus Theater, Berlin)
- Hybrid Arts Festival (2009, Radial System V, Berlin)
- See You Later Navigator (2012, Platypus Theater, Berlin)[9]
- Faust In The Box (Juli 2013, English Theatre Berlin)[10]

### Sonstiges
- MTN News (1997, Moderatorin)
- Good Morning Australia (2002, Moderatorin), TV
- The Big Bang Theory (2010–2011, Synchronsprecherin), TV
- Eat Pray Love (2010, Synchronsprecherin), Kino